# Oost-Saksisch voetbalkampioenschap 1928/29
In 1928/29 werd het 27ste voetbalkampioenschap van Oost-Saksen gespeeld, dat georganiseerd werd door de Midden-Duitse voetbalbond. Dresdner SC werd kampioen en plaatste voor de Midden-Duitse eindronde. De club versloeg SuBC Plauen, Planitzer SC en VfB 07 Coburg. In de finale werd Chemnitzer BC opzij gezet en zo plaatste de club zich ook voor de eindronde om de landstitel. Hierin verloor de club meteen van FC Bayern München.

## Gauliga
| Plaats | Club                             | Wed. | W  | G | V  | Saldo | Ptn.  |
| ------ | -------------------------------- | ---- | -- | - | -- | ----- | ----- |
| 1.     | Dresdner SC                      | 18   | 18 | 0 | 0  | 82:28 | 36:0  |
| 2.     | Dresdner Fußballring             | 18   | 12 | 2 | 4  | 40:24 | 26:10 |
| 3.     | SV Guts Muts Dresden             | 18   | 10 | 2 | 6  | 50:27 | 22:14 |
| 4.     | Dresdner SpVgg 05                | 18   | 7  | 4 | 7  | 35:32 | 18:18 |
| 5.     | Meißner SV 1908                  | 18   | 4  | 7 | 7  | 43:49 | 15:21 |
| 6.     | SV Brandenburg 01 Dresden        | 18   | 6  | 2 | 10 | 36:49 | 14:22 |
| 7.     | SV 06 Dresden                    | 18   | 5  | 4 | 9  | 23:39 | 14:22 |
| 8.     | SC Dresdensia 1898 Dresden       | 18   | 6  | 1 | 11 | 22:47 | 13:23 |
| 9.     | SG 1893 Dresden                  | 18   | 5  | 2 | 11 | 37:45 | 12:24 |
| 10.    | SpVgg Eintracht-Viktoria Dresden | 18   | 3  | 4 | 11 | 30:58 | 10:26 |

|  | Kampioen   |
|  | Degradatie |

## 1. Kreisklasse
| Plaats | Club                  | Wed. | W  | G | V  | Saldo | Ptn.  |
| ------ | --------------------- | ---- | -- | - | -- | ----- | ----- |
| 1.     | VfB 1903 Dresden      | 18   | 14 | 1 | 3  | 48:24 | 29:07 |
| 2.     | Radebeuler BC 08      | 18   | 12 | 4 | 2  | 63:34 | 28:08 |
| 3.     | VfR 1908 Dresden      | 18   | 12 | 2 | 4  | 46:25 | 26:10 |
| 4.     | Guts Muts Meißen      | 18   | 8  | 5 | 5  | 48:36 | 21:15 |
| 5.     | Sportfreunde Freiberg | 18   | 7  | 2 | 9  | 41:26 | 16:20 |
| 6.     | BC Strehlen           | 18   | 7  | 2 | 9  | 66:58 | 16:20 |
| 7.     | Pirnaer SC 1903       | 18   | 6  | 2 | 10 | 41:61 | 14:22 |
| 8.     | BC Sportlust Dresden  | 18   | 4  | 4 | 10 | 35:59 | 12:24 |
| 9.     | Radeberger SC         | 18   | 2  | 5 | 11 | 21:53 | 09:27 |
| 10.    | SC Freital            | 18   | 4  | 1 | 11 | 34:67 | 09:27 |

|  | Promotie   |
|  | Degradatie |